# Ferreiros (Puebla del Brollón)
Ferreiros (llamada oficialmente San Salvador de Ferreiros) es una parroquia y una aldea española del municipio de Puebla del Brollón, en la provincia de Lugo, Galicia.

## Geografía
Limita con las parroquias de Ferreirúa, San Pedro de Incio y Trascastro por el norte, Castrosante y Saá por el sur, Veiga por el oeste, y Saá por el este.
| Noroeste: Ferreirúa   | Norte: Ferreirúa y San Pedro de Incio (Incio) | Noreste: Trascastro (Incio) |
| Oeste: Veiga          |                                               | Este: Saá                   |
| Suroeste: Castrosante | Sur: Saa                                      | Sureste: Saá                |

## Historia
La primera noticia documental que tenemos sobre esta parroquia data del 18 de abril de 1181 cuando Elvira Fernández hace donación de una parte del convento de Ferreiros a la Orden Hospitalaria de San Juan. Asimismo, Martín Pérez, el Mosero, ofreció a la Iglesia de Santa María de Lugo y a su obispo el derecho de patronato que le pertenecía en San Salvador de Ferreiros, en compensación por haber violado la Iglesia de Lóuzara. 

## Organización territorial
La parroquia está formada por siete entidades de población, constando dos de ellas en el nomenclátor del Instituto Nacional de Estadística español:
- Campo (O Campo)
- Cima de Vila
- Ferreiros*
- Fondo de Vila
- Forgas
- Lama (A Lama)
- Souto (O Souto)
- Veneira de Roques (A Veneira de Roques)

## Demografía

### Parroquia
| Gráfica de evolución demográfica de Ferreiros (parroquia) entre 2000 y 2020 |
|                                                                             |
| Datos según el nomenclátor publicado por el INE.                            |

### Aldea
| Gráfica de evolución demográfica de Ferreiros (aldea) entre 2000 y 2020 |
|                                                                         |
| Datos según el nomenclátor publicado por el INE.                        |

## Patrimonio artístico
- Iglesia de San Salvador. Conserva restos románicos del siglo XII y partes del siglo XVII. El templo es de nave ábside rectangular, puerta con arco de medio punto que oculta el tímpano, canecillos geométricos y ocultos con figuras. En el interior conserva pinturas y murales que representan la Anunciación, que pueden ser del siglo XV o principios del siglo XVI. Cofradía de San Brais, de la que hay documentación desde el año 1723 y las cofradías del Santísimo, San Sebastián y Santa Lucía.
- Casa de Díaz: Conserva un escudo, edificio contiguo al templo con una inscripción del año 1788 sobre la que aparece una cruz y una leyenda en la parte posterior que reza: Francisco Gil. Un palomar destaca en la casa de enfrente que semeja que fue la rectoral.
- Monasterio: Cenobio femenino pertenece a la Orden de San Juan de Hospital, en cuyo recuerdo quedó la iglesia parroquial de San Salvador. Entre las gentes del lugar perdura la tradición del monasterio.
- Capilla de Santa María Magdalena, en el lugar de Veneira de Roques.

## Festividades
- Fiestas del Ecce Homo: el 14 de septiembre, pero celebrada actualmente el 10 de agosto.
- Fiestas del San Brais: celebradas antiguamente pero que aún persisten, el 3 de febrero.